# Verschluss (Kamera)
Als Verschluss, auch Shutter, wird in der Foto- und Videotechnik ein lichtdichtes, mechanisch bewegliches Element bezeichnet, das bei einer Kamera im Strahlengang vor der Bildebene liegt. Während der Belichtungszeit wird dieses Element für die Dauer der voreingestellten Verschlusszeit geöffnet, in der das vom Objektiv kommende Licht auf die Bildebene trifft. Nach erfolgter Belichtung schließt sich der Verschluss und schützt bis zur nächsten Aufnahme die lichtempfindliche Schicht des Aufnahmematerials bzw. den digitalen Bildsensor vor ungewolltem Lichteinfall.
Filmkameras besitzen einen Umlaufverschluss oder einen hin- und herbewegten so genannten Schiebeverschluss. Modelle mit Schiebeverschluss sind der Pathé-Baby, der Pathé Moto, mehrere Beaulieu-Konstruktionen oder die Pentacon-AK 8/Pentaka 8.

## Verschlusstechniken

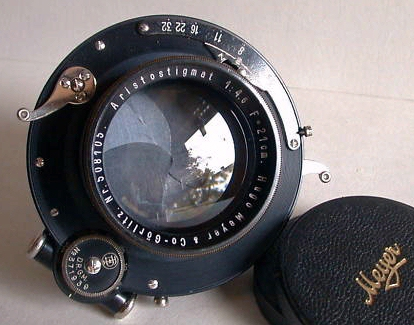
Zentralverschluss in der Mitte eines Aristostigmats

Es kommen hauptsächlich zwei Verschlusstechniken zum Einsatz: 
- der Zentralverschluss, bei Groß- und Mittelformatkameras, sowie Kompakt- und Sucherkameras.

- der Schlitzverschluss, bei Kleinbildkameras mit Wechselobjektiven und Mittelformatkameras.

### Zentralverschluss
Kompakt-, Mittelformat- und Großformatkameras haben zumeist einen Zentralverschluss mit federnden kurvenförmigen Lamellen, die sich für die Dauer der Belichtung radial öffnen. Der Zentralverschluss kann sich, wie der Schlitzverschluss, im Kameragehäuse oder auch innerhalb des Objektivs zwischen der vorderen und der hinteren Linsengruppe befinden.

### Schlitzverschluss

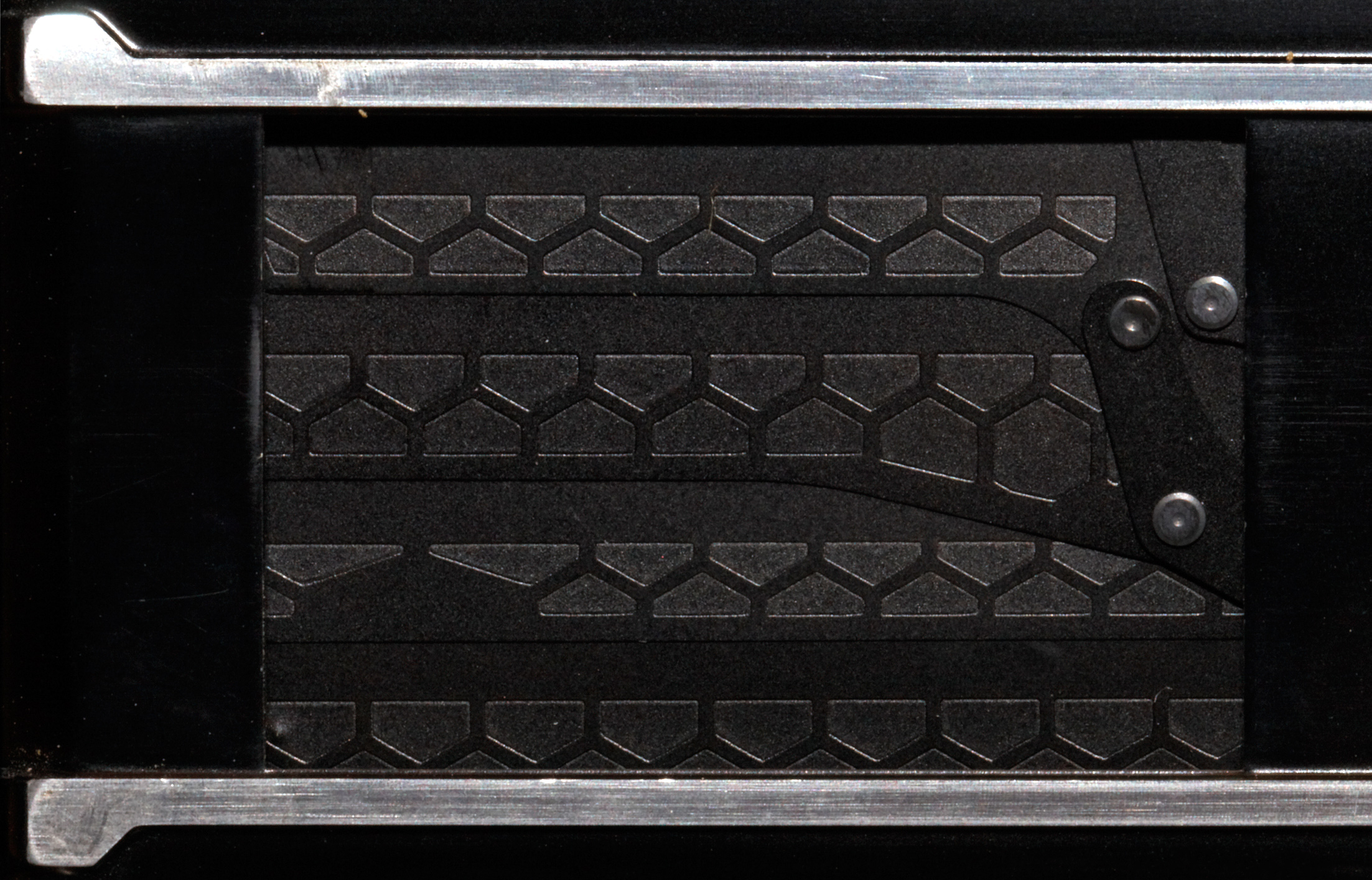
Lamellen-Schlitzverschluss einer Nikon FA-SLR

Der Schlitzverschluss befindet sich in der Kamera unmittelbar vor der Filmebene (engl. focal plane shutter) im Gehäuse. Zur Belichtung läuft ein doppelter Vorhang bzw. dessen Schlitz mit variabler Breite rasch vor dem Film vorbei. Die Breite des Schlitzes bestimmt dabei die Belichtungszeit. Je größer die Belichtungszeit, desto breiter ist der Schlitz.
Sitzt, wie bei Spiegelreflexkameras, der Schlitz- oder Zentralverschluss im Gehäuse, genügt ein Verschluss für alle Wechseloptiken. Der Objektivtausch ist, ohne zusätzliche Filmabdeckung, vereinfacht. 
Einige einäugige Mittelformat-Spiegelreflexkameras, deren Objektive mit Zentralverschluss arbeiten, weisen ebenfalls einen (zusätzlichen) Schlitzverschluss auf. Dieser dient jedoch nicht der Belichtung, sondern nur als Hilfe bzw. Hilfsverschluss, der den Film vor Lichteinfall beim Fokussieren oder beim Objektivwechsel schützt.

### Andere Verschlusstechniken
Bei großformatigen Kameras kommen auch Kugelschalen-, Rollen- und Jalousie-Verschlüsse zum Einsatz, bei Kameras der Astrometrie und Satellitengeodäsie der Rotationsverschluss. Letzterer zerlegt die Spur von rasch ziehenden Himmelskörpern in kurze, gut messbare Stücke. Als Bauweise für einfache Kameras, zwischen Schlitz- und Zentralverschluss gelegen, existiert weiter der Guillotineverschluss. 
Bei der Halbformatspiegelreflexkamera Olympus Pen FT kam ein drehender Rotorverschluss zum Einsatz. Diese einfache und sehr schnelle Verschlussbauart war bzw. ist vereinfacht auch bei älteren Box- und Rollfilmkameras sowie allgemein und komplexer bei Filmkameras üblich. 
Zu Vor- und Nachteilen der einzelnen Verschlusstechniken siehe den entsprechenden Artikel.
Sehr kurze Belichtungszeiten können auch mittels stroboskopischer Blitze bzw. Prismen-Verschlüssen ähnlich der Technik mancher Filmkameras erreicht werden.
Sehr lange Verschlusszeiten können wie zu Zeiten der frühen Fotografen auch mit manueller Handhabung der Verschlusskappe (Objektivabdeckung) realisiert werden. Auch die Kombination von manueller Verschlussabdeckung und automatischem Verschluss mit langer Zeit ist für manche Motive sinnvoll. 
Die Ansteuerung langer Verschlusszeiten mit Fernauslöser oder Drahtauslöser findet sich unter der Bezeichnung B(ulb) oder B(alg), nach einem früheren Auslösemechanismus benannt, bzw. T(ime) oder Z(eit), im Gegensatz zum M(oment)auslöser für die reguläre Belichtungszeit. 
Der Verschluss bleibt hierbei, solange der Auslöser gedrückt wird, offen. Bei anderen, oft gleich benannten Bauarten schließt er sich erst mit einem zweiten Auslösen bzw. mit dem erneuten Spannen des Verschlusses. 
Lange Verschlusszeiten finden sich, neben der Astro- und Nachtfotografie, auch, zusammen mit einfachen Verschlussschiebern, bei experimentellen Lochkameras.

## Verschlusssteuerung
Mechanisch gesteuerte Verschlusszeiten gehen beim Schlitzverschluss meist bis zu einer 1/1000 Sekunde, bei Zentralverschlüssen bis zu 1/500 Sekunde. Die kürzeste rein mechanisch realisierte Verschlusszeit liegt bei 1/4000 Sekunde (Nikon FM2). Längere Verschlusszeiten im niedrigen Sekundenbereich finden sich, mittels Uhrwerk nach Art des Selbstauslösers angesteuert, bei älteren Kameras. 
Man unterscheidet in diesem Zusammenhang auch zwischen selbstspannenden Verschlüssen, die durch den Filmtransport oder Druck auf den Auslöser gespannt werden, und Verschlüssen, die vor der jeweiligen Aufnahme per Hand zu spannen sind. 
Mit einer elektronischen Verschlusssteuerung durch Elektromagnete und Steuerelektronik erreichen moderne Kleinbildkameras kürzeste Verschlusszeiten von 1/12.000 s (Minolta Dynax 9xi und Dynax 9) und Systemkameras (Olympus OM-D E-M1 Mark II) sogar von 1/32000 s, aber auch automatisch gesteuerte Zeiten bis 30 Sekunden und länger sind elektronisch, mit elektrisch angesteuertem Verschluss, realisierbar.
Längere und extrem lange Belichtungszeiten, die über die Leistung des eigentlichen Verschlusses hinausgehen, sind mit den Einstellungen „B“ oder „T“ realisierbar. Bei „B“ bleibt der Verschluss so lange geöffnet, wie der Auslöser gedrückt ist, bei „T“ öffnet der erste Druck auf den Auslöser den Verschluss, der nächste Druck schließt ihn. In der Einstellung „B“ kann die Belichtungssteuerung von einer externen Zeitschaltuhr übernommen werden, alternativ kann für sehr lange Belichtungszeiten eine Objektivabdeckung entfernt und wieder aufgesetzt werden, um ein Verwackeln beim Auslösen zu vermeiden.

## Sonstiges
In der Frühzeit der Fotografie waren Belichtungszeiten von mehreren Minuten, wenigstens jedoch noch mehreren Sekunden erforderlich. Die seinerzeitigen Kameras benötigten daher keine mechanisierten, nur für einen präzise bestimmten Moment öffnenden Verschlüsse. Stattdessen nahm der Fotograf schlicht den Objektivdeckel ab und setzte ihm zum Ende der Belichtungszeit wieder auf.
Bei alten und auch bei vielen modernen Kameras mit automatischer oder halbautomatischer Belichtungssteuerung können die Verschlusszeiten manuell gewählt werden. Vollautomaten, die keine manuelle Einstellung der Verschlusszeit zulassen, gelten nicht als professionell, da sie eine bewusste Einflussnahme des Fotografen auf die Bildwirkung durch unterschiedliche Belichtungszeiten verhindern. 
Die automatische Belichtungssteuerung solcher Programmverschlüsse ermöglicht zwar eine schnelle Fotografie, die manchmal notwendige Überprüfung und Korrektur der Werte ist allerdings nicht oder nur indirekt möglich. 
Die manchmal störend lange, meist durch AF (Autofokus) oder digitalen Ablauf bedingte Verzögerung zwischen dem Auslösen und der Verschlussöffnung, entfällt bei manueller Voreinstellung fast völlig. 
Einige sehr einfache Kameras verfügen zudem lediglich über eine einzige Belichtungszeit und eventuell zudem auch nur eine einzige Blendenzahl, ein Prinzip, das sich seit der Einführung des Rollfilms für die Amateurfotografie erhalten hat.